# Sus scrofa cristatus
Il cinghiale indiano (Sus scrofa cristatus Wagner, 1839) è una sottospecie del cinghiale comune o propriamente detto, Sus scrofa.

## Distribuzione
Questo animale ha un areale piuttosto ampio, che dalle pendici meridionali della catena dell'Himalaya si estende a sud fino allo Sri Lanka e ad est fino alla penisola malese. Il suo habitat è costituito dalle zone aperte, boscose o cespugliose.

## Descrizione

### Dimensioni
Rispetto alla sua controparte europea, il cinghiale indiano è leggermente più piccolo e slanciato: misura infatti solo raramente più di un metro di lunghezza e 60 cm di altezza al garrese, per un peso solitamente inferiore agli 80 kg.

### Aspetto
Il cinghiale indiano appare assai meno massiccio rispetto al cinghiale europeo: ciò è dovuto principalmente al fatto che la copertura setolosa in questi animali è assai poco folta, con l'area ventrale e quella della nuca spesso del tutto glabre. La testa è allungata in proporzione al corpo, con piccole zanne presenti solo nei maschi.
Le setole sono bruno-nerastre con le punte chiare su dorso e testa, mentre sul ventre esse assumono tonalità bianco-grigiastre e sulle zampe e sul muso divengono rossicce: sulla fronte e sulla sommità di collo e spalle è presente una corta criniera nerastra (da cui deriva il nome scientifico della sottospecie), mentre sulla metà inferiore delle guance e sul mento è presente una sorta di barbetta.

## Biologia

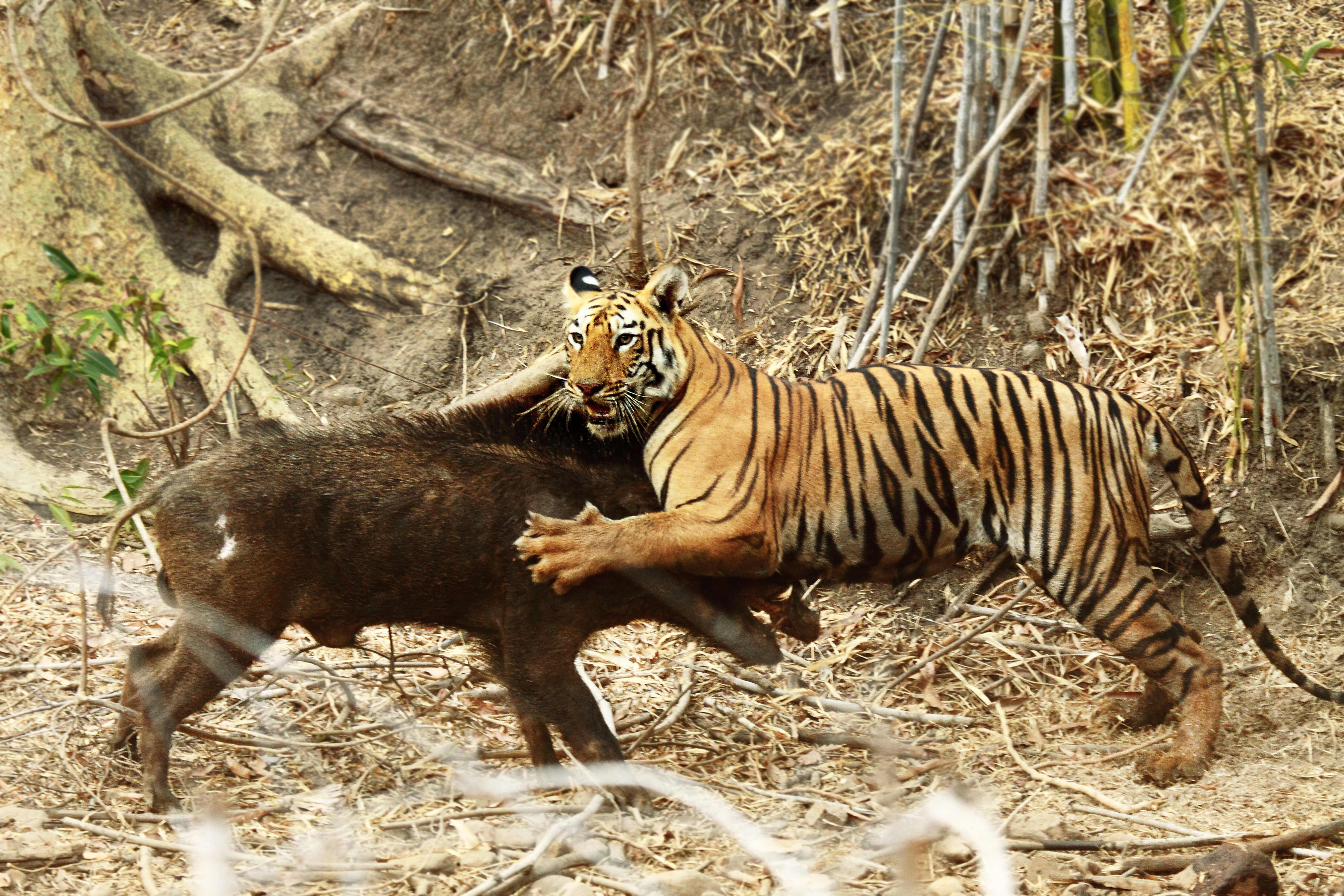
Cinghiale attaccato da una tigre

Si tratta di animali dalle abitudini principalmente crepuscolari e notturne: non è raro, tuttavia, vederli anche durante il giorno in aree in cui i loro predatori naturali (principalmente tigri, cuon e leopardi) sono assenti e dove la pressione venatoria è bassa. Le femmine ed i giovani maschi si muovono in gruppetti di una decina d'individui, mentre i vecchi verri sono solitari per la maggior parte dell'anno, all'infuori del periodo degli amori.
I cinghiali indiani sono animali onnivori, che si nutrono principalmente di alimenti di origine vegetale, ma non disdegnano di integrare la dieta di cibo di origine animale, quando possibile, come uova, insetti ed altri invertebrati od addirittura carne, che ricavano sia da eventuali carcasse di animali morti, che da piccoli vertebrati che catturano di tanto in tanto.
La femmina porta a termine una sola gravidanza l'anno per stagione riproduttiva, dando alla luce fino a 10 piccoli dopo una gravidanza di circa tre mesi. I piccoli, dotati delle caratteristiche striature del mantello, rimangono immobili nella vegetazione per la prima settimana di vita, dopodiché seguono attivamente la madre, dalla quale raramente si staccano prima del primo anno d'età, quando i maschi adulti, bramosi di accoppiarsi con la femmina, li scacciano in malo modo.